# Сая Отонаси
Сая Отонаси (яп. 音無 小夜 Otonashi Saya) — персонаж аниме «Кровь+». Её озвучивает Эри Китамура. В 2006 году, в гран-при журнала Animage, Сая заняла седьмое место среди лучших женских персонажей.
Действие сериала начинается в Японии, на острове Окинава, где Сая живёт вместе с приемным отцом, Джорджем Миягусуку и двумя другими приемными детьми этой семьи, братьями Каем и Рику. Сае периодически требуется переливание крови, все полученные ей раны заживают намного быстрее, чем у других людей, к тому же она помнит лишь последний год своей жизни, с момента, как начала жить в новой семье. В остальном жизнь Саи ничем не отличается от жизни других шестнадцатилетних девушек. Она учится в школе Кодза (яп. コザ商業高校 кодза сё:гё: ко:ко:), показывает успехи в спортивной секции, и известна среди друзей за необычно большой аппетит. Время от времени она вспоминает обрывки событий прошлого, которое поначалу не опознает как своё собственное.
Первым серьёзным событием, послужившим толчком к восстановлению памяти Саи, стала её встреча с чудовищем и неизвестным мужчиной в здании школы в 1 серии. Кровь незнакомца, влитая ей через рот, заставила Саю воскресить в памяти знание о том, что она должна делать, а также вспомнить навыки обращения с мечом.

## Восприятие критикой
С точки зрения рецензента ANN амнезия героини выглядит дешевым трюком и глядя на разницу между тем, какой милой была Сая, когда утратила свою память и тем, на сколько свирепой и безжалостной она была прежде, нельзя не согласиться с одним из оппонентов героини, что она всего лишь обычная девочка. Как замечает рецензент сайта dvdtalk.com, Сая несет в себе две личности. Одна из них желает лишь возвращения к нормальной жизни. Другая желает сражаться до полного уничтожения рукокрылов. И с точки зрения другого рецензента того же сайта, борьба Саи с её человечностью составляет наиболее интересную часть Blood+.
С точки зрения журнала АниМаг, Сая из Blood+, не сохранила ничего от своего прообраза из Blood: The Last Vampire. Если в первоисточнике она была мало эмоциональным, универсальным солдатом, то теперь она всего лишь испуганная девочка, не понимающая, кто она и боящаяся это узнать. Лишь в редких, критических ситуациях она отклоняется от этого образа и ледяным голосом произносит «Give me the Sword!». Больше всего она страшится вспомнить своё прошлое, так как когда её память проснется, наивная школьница исчезнет навсегда, превратившись в древнего вампира.

## Прошлое
Сая — одна из двух «королев» Рукокрылов, представительниц особого вида живых существ, предположительно обитавших на Земле до появления людей. Она появилась на свет 4 августа 1832 года из кокона, извлеченного Джоэлем Голдшмидтом из брюшной полости мумии неизвестного существа. В то же время из другого кокона была извлечена её младшая сестра, позднее получившая имя Дива. В дальнейшем близнецы были разлучены и в течение следующих 60 лет Сая жила и воспитывалась среди людей в поместье под названием Зоопарк, расположенным в Бордо во Франции. В этот период она в частности научилась обращаться с катаной, которая впоследствии станет её основным оружием в борьбе против Рукокрылов.
В возрасте примерно 30 лет Сая знакомится с Хадзи, которого Джоэль представляет ей в надежде исследовать её репродуктивные возможности. Поначалу они не очень ладят, но вскоре между ними возникает привязанность и они много времени проводят вместе. Именно их общение очевидно демонстрирует обоим, что Сая отличается от других людей, сама Сая впервые осознает факт своей исключительности.
Несколько десятилетий спустя Сая обнаруживает загадочную пленницу, живущую в башне в отдаленном уголке Зоопарка. Сая слышит её песню, и дает девушке имя — Дива. Она обещает выпустить Диву и предлагает ей спеть песню для всех на празднике в честь дня рождения Джоела. В этот же день Сая просит Хадзи достать со скалы особенную лилию, чтобы сделать подарок Джоэлю. Хадзи оступается и падает с большой высоты. Пытаясь спасти его жизнь и имея интуитивное представление об особенностях собственной крови, Сая вливает капли своей крови Хадзи в рот, тем самым превращая его в своего «шевалье».
В это время в особняке происходит трагедия: выпущенная на свободу Дива убивает Джоэла и всех его гостей, уничтожая тем самым все, что было дорого Сае. С этого момента начинается история кровавой вражды между двумя «королевами» и их последователями. Как и её сестра Дива, Сая живёт активной жизнью около трех лет, а затем наступает период сна, длящийся около 30 лет. На протяжении всей истории этой вражды на время сна обеих «королев» война между противоборствующими сторонами на время затихала, но не останавливалась до самого последнего момента финальной битвы между Саей и Дивой в здании Метрополитан Опера. Несмотря на то, что много лет Сая жила лишь ради уничтожения Дивы, ненависть уступает место раскаянию и сожалению в момент, когда Сая понимает, что кровь Дивы не убьет её. Благодаря Хадзи и Каю Сая нарушает заключенный ранее уговор и решает пощадить детей Дивы, признавая, что сама тоже хочет жить. Вскоре после возвращения на Окинаву, начинается очередной период 30-летнего сна Саи, во время которого Кай с дочерьми Дивы навещают её в фамильной усыпальнице Миягусуку. Хадзи тоже навещает её, оставляя как знак розу, перевязанную голубой лентой.

## 1833—1883
В этот период Сая ведёт безмятежный образ жизни. Джоел Голдшмидт исполняет роль любящего отца, в её распоряжении слуги, вся территория при особняке и обитатели Зоопарка. Неизвестно были ли у неё другие учителя (кроме преподавателя по фехтованию, которого она вскоре превзошла в мастерстве). Её заветная мечта — в будущем вместе с Хаджи покинуть пределы Зоопарка и отправиться странствовать с мечом в руке, чтобы посмотреть мир. В это время Сая не вполне понимает, кто она и чем отличается от людей. К некоторым особенностям она относится как к данности, например к быстрому заживлению ран. Однако со временем она начинает осознавать, что её отличия от других людей проходят гораздо глубже. Сначала Сая замечает, что животные Зоопарка боятся и избегают её. Ей кажется, что все живые существа, за исключением Джоела и Хаджи, испытывают к ней отвращение. По прошествии 20 лет Джоел стареет, Хаджи из мальчика становится взрослым мужчиной, а сама Сая остается прежней. Тогда она понимает, что время течет для неё иначе, чем для всех остальных. Из разговора Джоела и Хаджи Сая узнает, что, для того чтобы жить, ей необходима кровь.
Несмотря на очевидную опасность, Сая просит Хаджи достать лилию с отвесного утеса. Также она из добрых побуждений выпускает Диву из заточения, что приводит к трагедии.

## 1883—1972
После убийства Джоела и пожара в особняке Сая клянется отомстить Диве за смерть близких и разрушение привычного образа жизни. С этого момента Сая в сопровождении Хаджи начинает своё долгое странствие по свету, преследуя Диву и её Шевалье. Уничтожение Дивы и в конечном итоге всех Рукокрылов, включая себя саму, становится для Саи единственной целью существования. Больше всего Сая боится, что в действительности внутри неё скрывается монстр, подобный Диве, и потому она просит Хаджи пообещать убить её, когда с Дивой будет покончено.
Сая отказывается пить кровь, союзничая с людьми в борьбе против Дивы. Кроме того, Сая отказывается пить кровь Хаджи, даже тогда когда ей это необходимо для поддержания сил. Отказ от крови снижает скорость регенерации, скорость перемещения, налагает ограничения на общие физические способности.

## 1972 год

Сая во Вьетнаме

Во время рождественской бомбардировки Вьетнама члены Красного Щита искусственно прерывают сон Саи, вводя ей кровь Хаджи внутривенно. Сая просыпается, не помня себя от ярости, и начинает убивать всех подряд, не делая различия между рукокрылами, солдатами армии США и мирным населением. Сая отрубает руку Карлу, одному из Шевалье Дивы, а также руку Хаджи, который пытается её остановить. Эта обычно подавляемая, скрытая сторона Саи, жестокость, слепая ярость — привлекает Карла, считающего это истинной натурой Саи, сходной с его собственной. Позднее Сая снова входит в такое состояние, услышав песню Дивы (Серия 13). Временно впав в безумие, Сая теряет контроль над собой, ранит Хаджи, Дэвида и убивает нескольких членов спецотряда во время миссии по захвату контейнера с Дивой. Она приходит в себя, лишь услышав голос своего брата Кая.

## 2004—2006
Сая живёт в семье Джорджа Миягусуку, не помня о своей прошлой жизни. Это второй период её существования среди людей. Сая живёт как обычный человек, освободившись на время от груза прошлого, воспоминаний о трагедиях и возложенных на неё долге и ответственности. Сае по душе мирная жизнь, каждодневные заботы и человеческие радости. Она признается своей подруге Каори Киндзё, что в действительности не любит сражения и драки. Несмотря на то, что и на этот раз ей приходится потерять отца и снова вступить в борьбу с Рукокрылами, Сая делает это ради будущего своих братьев и других дорогих ей людей, чтобы однажды вернуться на Окинаву и жить как прежде.

## 2007 год
После годичного отсутствия Сая вновь дает о себе знать, появляясь в разгар борьбы Льюиса и Кая против рукокрылов. За год она меняется внешне.
Теперь Сая не хочет объединяться с Красным Щитом в борьбе против Дивы, решив, что это личная битва и она должна довести дело до конца, не прибегая к помощи других. Сая старается разорвать узы, связывающие её с людьми, чтобы не подвергать их опасности и чтобы беспокойство о них не мешало ей мыслить трезво и сражаться в полную силу.
В этот период Сая вспоминает договор, который они заключили с Хаджи, и вполне осознает, что итогом этой борьбы будет и её собственная смерть. Отстраняясь от людей, Сая сильнее сближается с Хаджи. Сая признает необходимость пить его кровь для поддержания сил.